# Sobra
Sobra – wieś w Chorwacji, w żupanii dubrownicko-neretwiańskiej, w gminie Mljet. Leży na wyspie Mljet. W 2011 roku liczyła 131 mieszkańców.
W Sobrze znajduje się przystań jachtowa i przystań promowa Jadroliniji.